# 舒爾茨峰
舒爾茨峰（英語：Shultz Peak），是南極洲的山峰，位於維多利亞地的斯科特海岸，處於阿米蒂奇山以南11公里的莫森冰川北岸，美國地質調查局根據測量和美國海軍拍攝的空中照片繪入地圖，現時由南極條約體系管理。